# 春採站
春採站（日语：／ Harutori eki */?）位於北海道釧路市春採八丁目，是太平洋石炭販賣輸送臨港線其中一個車站。
名稱源自阿伊努語的「ar-utor」，意思是對面。
本車站是貨物專用及地面車站，為煤炭運輸列車服務。

## 歷史
- 1925年（大正14年）2月11日 - 作為釧路臨港鐵路車站而開始營業。
- 1926年（大正15年）2月1日 - 開始旅客服務。
- 1963年（昭和38年）11月1日 - 停止旅客服務。再次成為貨物專用車站。
- 1979年（昭和54年）4月30日 - 成為太平洋煤炭販賣輸送的車站。

## 車站周邊
- 釧路煤礦
- 春採購物中心
- 釧路市政府春採分局
- 釧路武佐郵政局
- 春採湖
- 北海道道113號釧路環狀線（日语：北海道道113号釧路環状線）

## 鄰近車站
太平洋煤炭販賣輸送
臨港線
春採站 - 知人站